# كارولين براندت
كارولين براندت (بالإنجليزية: Carolyn Brandt)‏ هي ممثلة أمريكية، ولدت في 20 نوفمبر 1940.

## وصلات خارجية
- كارولين براندت على موقع IMDb (الإنجليزية)
- كارولين براندت على موقع أول موفي (الإنجليزية)
- كارولين براندت على موقع قاعدة بيانات الفيلم (الإنجليزية)